# Martha Coffin Wright
Martha Coffin Wright (Boston, 25 de diciembre de 1806 -Auburn 1875) fue una feminista estadounidense, cristiana cuáquera abolicionista y firmante de la Declaración de Seneca Falls que fue muy amiga y partidaria de Harriet Tubman.

## Primeros tiempos
Martha Coffin nació en Boston, Massachusetts, el día de Navidad de 1806, hija de Anna Folger y Thomas Coffin, un comerciante y excapitán de barco de Nantucket. Después de que la familia Coffin se mudara a Filadelfia, Martha fue educada en escuelas cuáqueras. Era la menor de ocho hijos, algunos de sus hermanos conocidos se llamaban Sarah, Lucretia, Eliza, Mary y Thomas. Todos sus hermanos nacieron en Nantucket y ella fue la única nacida en Boston. Cuando tenía dos años, se mudaron a Filadelfia y vivió allí un total de quince años. Mientras vivía en Filadelfia, fue influenciada por sus hermanas mayores y su madre. Su padre murió en 1815, a la edad de 48 años, porque contrajo fiebre tifoidea. Después de pasar estos quince años en Filadelfia, Martha se trasladó al norte del estado de Nueva York, donde vivió durante muchos años. Más tarde se mudó, en noviembre de 1827, en Aurora (condado de Cayuga, Nueva York), que se encuentra cerca de los Lagos Finger en noviembre de 1827. La hermana mayor de Martha, Anna, fue una gran influencia en su persona y había sido quien la envió a la escuela del internado de Westcott en 1821. Esta era la misma escuela a la que sus otros tres hermanos habían asistido diez años antes.

## Carrera

### Convención de Séneca Falls
La hermana mayor de Martha, Lucretia Mott, era una prominente predicadora cuáquera. En julio de 1848, visitó la casa de Martha en Auburn (Nueva York). Durante esa visita, Martha y Lucrecia se reunieron con Elizabeth Cady Stanton en la casa de Jane Hunt y decidieron celebrar una convención en las cercana Seneca Falls, para discutir la necesidad de mayores derechos para las mujeres.
La importancia de la Convención de Seneca Falls, la primera convención sobre los derechos de la mujer, fue reconocida por el Congreso en 1980 con la creación del Parque Histórico Nacional de los Derechos de la Mujer en el sitio, administrado por el Servicio de Parques Nacionales. El Centro de visitantes del Parque presenta hoy un grupo de estatuas de bronce de tamaño natural para honrar a las mujeres y hombres que en 1848 iniciaron el movimiento organizado por los derechos de la mujer y el sufragio femenino. Su estatua la muestra, como estaba entonces, visiblemente embarazada. En el 2005, el parque presentó una exposición sobre la relación entre Lucrecia y Martha. En el 2008, el parque presentó una exposición centrada en Martha.

### Derechos de la mujer y el abolicionismo
Después de la Convención de Seneca Falls, Martha Coffin, participó en varias convenciones estatales y en las Convenciones Nacionales anuales sobre los derechos de la mujer en varios cargos, a menudo como presidenta. También fue activa en el movimiento de abolición. Los argumentos a favor de los derechos de la mujer tenían mucho en común con los argumentos a favor de la abolicismo. Junto con su hermana Lucrecia, Martha asistió a la reunión fundacional de la Sociedad Americana contra la Esclavitud en Filadelfia en 1833.

### Ferrocarril subterráneo
El hogar de Martha en Auburn, Nueva York, formaba parte del Ferrocarril subterráneo donde albergaba a los esclavos fugitivos. Se convirtió en una amiga cercana y partidaria de Harriet Tubman. Martha y su esposo David fueron influyentes en el movimiento para abolir la esclavitud, y compartieron este interés común con sus amigos cercanos en Auburn, NY, la familia Seward. William H. Seward era entonces el gobernador electo del Senado de Nueva York. La esposa de Seward, Frances Adeline Seward, y su hermana Lazette Worden se interesaron en los trabajos del movimiento por los derechos de la mujer, pero nunca participaron activamente.

### Residencia en Auburn, Nueva Rork
En 1839 la familia Wright se mudó a Auburn, Nueva York. La casa era muy grande y estaba cerca de la corte. Esto fue clave para la carrera de su marido David como abogado. La casa sería una pieza clave para alojar a los esclavos y a figuras importantes durante el movimiento de las mujeres. Ejemplos de tales esclavos y figuras importantes fueron Frederick Douglass, William Lloyd Garrison, Elizabeth Cady Stanton, y Susan B. Anthony.

## Vida personal

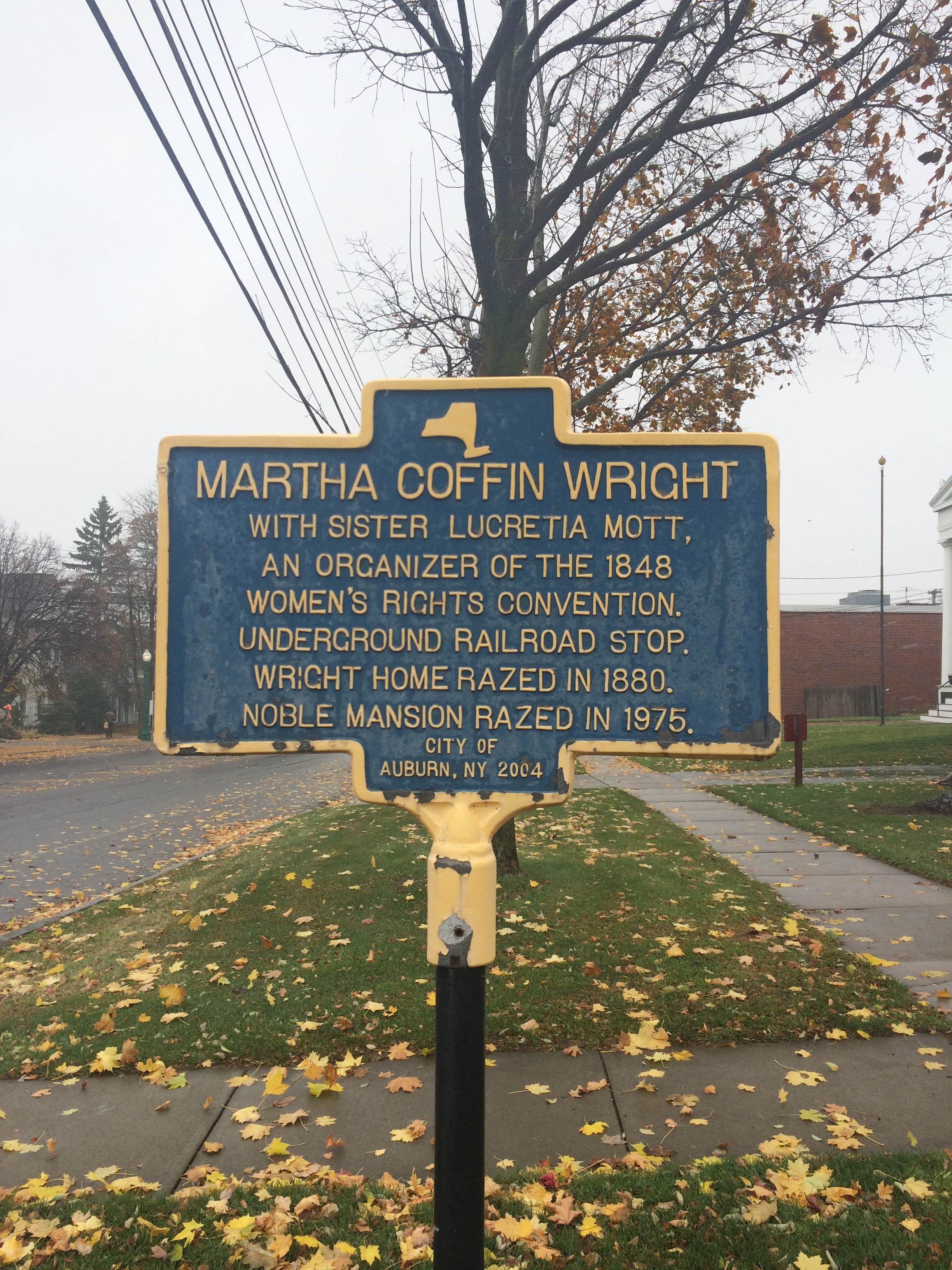
La placa de reconocimiento a Martha Coffin Wright.

En 1824, Martha se casó con el capitán Peter Pelham (1785-1826) de Kentucky y se mudó con él a un fuerte fronterizo en la Bahía de Tampa, Florida. Tuvieron una hija. Peter murió en julio de 1826, dejando a Martha viuda de diecinueve años con un hijo pequeño. Se mudó al norte del estado de Nueva York para enseñar pintura y escritura en una escuela cuáquera para niñas. Martha tuvo en total seis hijos, Marianna (a quien tuvo con su primer marido), Tallman, Eliza, Ellen, William y Francis. Tras la muerte de su marido en 1826, conoció a un hombre llamado Julius Catlin y continuó viéndolo. En 1828, ambos expresaron su deseo de comprometerse y casarse. Sin embargo, nada surgió de la relación porque el padre de Julius no aprobaba a Martha y conoció una muerte temprana en 1828. Este no fue el final de la vida amorosa de Martha. En 1829, conoció a un hombre llamado David Wright, un abogado, y pronto sen noviembre del mismo año se casaron. David Wright era cuáquero como Martha y nació y creció en el condado de Bucks.
La hija de Martha, Ellen Wright (1840-1931) fue una defensora de los derechos de la mujer, especialmente del sufragio femenino. En 1864, se casó con William Lloyd Garrison, Jr. (1838-1909), un prominente defensor del movimiento de impuestos únicos de Henry George, del libre comercio, del sufragio femenino y de la derogación de la Ley de Exclusión de China. William era el hijo del abolicionista William Lloyd Garrison.
Martha Coffin Wright murió el 4 de enero de 1875. Está enterrada en el cementerio de Fort Hill en Auburn (Nueva York).

### Descendientes

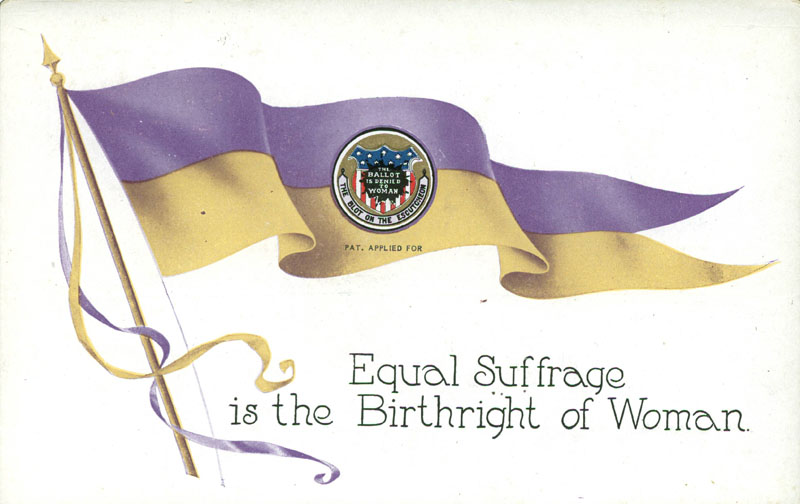
Asociación Nacional pro Sufragio de la Mujer, 1910.

La nieta de Martha, Eleanor Garrison (1880-1974), de su hija Ellen y su marido William, trabajaba para la Asociación Nacional pro Sufragio de la Mujer. La familia de Anna Coffin Eliza y Benjamín Yarnall se extiende por Orange (Nueva York), Filadelfia, PA y Brooklyn (Nueva York)

### Reconocimiento
El 9 de octubre de 2007, la resolución de la Cámara de Representantes de los Estados Unidos 588. titulada «Reconociendo a Martha Coffin Wright en el 200 aniversario de su nacimiento y su ingreso al National Women's Hall of Fame» fue aprobada.